# Hampton, Virginia
Hampton  är en stad och ett countyfritt område (independent city) i delstaten Virginia, USA med 146 437 invånare (2000).